# Newbury (Regno Unito)
Newbury è una cittadina di 38 762 abitanti della contea del Berkshire, in Inghilterra.
Si colloca all'interno della agglomerazione di Newbury e Thatcham, con 72 000 abitanti.

## Amministrazione

### Gemellaggi
- Braunfels, dal 1963
- Bagnols-sur-Cèze, dal 1970
- Eeklo, dal 1974
- Feltre, dal 2003
- Carcaixent, dal 2019